# Caputxí dels kaapors
El caputxí dels kaapors (Cebus kaapori) és una espècie de mico de la família dels cèbids que es troba al Brasil (estats de Pará i Maranhão). El seu nom específic, kaapori, fou elegit en honor dels kaapors, un grup humà del nord-est del Brasil.